# (524522) Zoozve
(524522) Zoozve, désignation provisoire 2002 VE68, est un astéroïde découvert le 11 novembre 2002 par l'astronome américain Brian A. Skiff à l'observatoire Lowell (699), en Arizona, dans le cadre du programme LONEOS.
Considéré, depuis 2004, comme le premier quasi-satellite d'une planète du Système solaire à avoir été observé, 2002 VE68 est plus connu sous le nom de quasi-lune de Vénus, avec laquelle il coorbite autour du Soleil.
2002 VE68 est aussi un astéroïde géocroiseur de type Aton qui est considéré comme un objet potentiellement dangereux, bien qu'il ne pose aucun danger pour la Terre dans un proche avenir. Le diamètre de 2002 VE68 est d'environ 300 mètres (taille comparable aux quasi-satellites que possède la Terre).

## Nom
Cette planète mineure a reçu son numéro définitif par le Centre des planètes mineures le 18 mai 2019 (M.P.C. 114620).
Le 26 janvier 2024, le podcast Radiolab a diffusé un épisode sur l'astéroïde, où le co-animateur Latif Nasser a relaté avoir remarqué pour la première fois ce corps, indiqué comme une lune de Vénus appelé « ZOOZVE » sur l'affiche du système solaire de son enfant, créée par l'artiste Alex Foster, lisant mal la désignation provisoire de l'astéroïde 2002 VE68. Cela a conduit Nasser à proposer le nom « Zoozve », au nom de son découvreur Brian A. Skiff, au Working Group Small Bodies Nomenclature (WGSBN, « groupe de travail sur la nomenclature des petits corps ») de l'Union astronomique internationale. Le nom a été approuvé et annoncé par le WGSBN le 5 février 2024,.

## Recherche d'un compagnon de Vénus
En 1645, l'astronome italien Francesco Fontana déclara avoir découvert un satellite autour de Vénus. Cassini affirma l'avoir observé deux fois, en 1672 et 1686. Lagrange affirma l'avoir aperçu en 1761 et Jean-Henri Lambert calcula son orbite présumée en 1773. Jusqu'à la fin du XIXe siècle, la communauté astronomique semblait persuadée de l'existence de ce satellite qui reçut un nom, Neith. On sait depuis qu'il n'existe pas.

## Un quasi-satellite
Parce que son orbite est centrée sur le Soleil, 2002 VE68 n'est pas un véritable satellite de Vénus comme l'est la Lune pour la Terre. Toutefois, il est en résonance orbitale 1:1 avec Vénus, autrement dit coorbital de la planète. Cette résonance se traduit par une révolution orbitale en autant de temps que Vénus, soit environ 224 jours. Plus spécifiquement, dans un référentiel héliocentrique en corotation avec le mouvement orbital de Vénus, 2002 VE68 semble se déplacer autour de Vénus. Pour ces raisons, il est appelé quasi-satellite.
Vénus possède un autre quasi-satellite, désigné (322756) 2001 CK32.

## Orbite

Orbite actuelle de Zoozve (2023-2025) - sa période orbitale est la même que celle de Vénus.
Zoozve est représenté en violet, Vénus en blanc, le Soleil en jaune, la Terre en bleu, Mercure en vert.

Même s'il est extrêmement lié à la planète Vénus, 2002 VE68 frôle les orbites de la Terre et celle de Mercure. C'est donc un astéroïde herméocroiseur, cythérocroiseur et géocroiseur mais aussi un astéroïde Aten et apohele.
2002 VE68 est le compagnon de Vénus depuis 7000 ans et ne sera éjecté que dans 500 ans. Son orbite est donc éphémère comme ceux des autres quasi-satellites. 2003 YN107 a, par exemple quitté son orbite autour de la Terre en 2006.

## Effet Yarkovsky
Le 25 octobre 2018, l'équipe des Northolt Branch Observatories ont réobservé l'astéroïde, qui avait été vu pour la dernière fois en 2015. L'effet Yarkovsky a alors été détecté pour cet objet, ce qui a été confirmé lors d'une nouvelle observation deux jours plus tard. Au 28 octobre 2018, le paramètre d'accélération transverse non gravitationnelle, qui mesure l'amplitude de l'effet Yarkovsky, est évalué par le Jet Propulsion Laboratory à (−5,78 ± 0,40) × 10−14 unité astronomique par jour carré.
Les premiers calculs indiquent que la stabilité orbitale de l'astéroïde n'est pas affectée et qu'il quittera son orbite de quasi-satellite dans environ 500 à 600 ans pour devenir un objet troyen temporaire de Vénus, comme il avait été prédit auparavant.